# Adolf Wiklund
Adolf Wiklund   (5 de juny de 1879 - Kungsholm, 2 d'abril de 1950), fou un compositor, director d'orquestra i pianista suec. Era germà de Victor Wiklund.
Alumne del Conservatori d'Estocolm, en acabar la carrera guanyà el premi Jenny Lind per a perfeccionament d'estudis a l'estranger, residint diversos anys a Alemanya, França i Itàlia. Es distingí com a pianista i compositor. El seu estil es trobava principalment influït per Schumann i Brahms, pertanyent per tant, a l'escola neoromàntica. Fou director de la Societat Filharmònica d'Estocolm. Va escriure força música de cambra i simfònica, destacant-se en la seva producció: dues sonates per a violí, dos concerts per a piano, un quartet per a instruments d'arc, peces per a piano, lieder i diverses obres corals.

## Concerts per a piano
- Concert per a piano en mi menor, op. 10
- Concert per a piano en si menor, op. 17